# Archaeopodagrion bilobatum
Archaeopodagrion bilobatum е вид водно конче от семейство Megapodagrionidae.

## Разпространение
Видът е разпространен в Еквадор.